# Веллингтон (регион)
Регион Веллингтон (англ. Wellington) — один из регионов Новой Зеландии. Расположен на крайнем юге Северного острова. Это третий по численности населения регион страны. На его территории располагается столица Новой Зеландии — город Веллингтон. Регион состоит из 8 округов: Веллингтон, Хат, Аппер Хат, Порируа, Округ Капити Кост, Округ Мастертон, Округ Кэртиртон и Округ Саус Ваирарапа.
На территории региона кроме прибрежных долин расположены горные хребты Ремутака и Тараруа, а на западе — мыс Теравити, ближайшая точка к Южному острову.